# Fifth Third Bank Tennis Championships 2007
Il Fifth Third Bank Tennis Championships 2007 è stato un torneo di tennis facente parte della categoria ATP Challenger Series nell'ambito dell'ATP Challenger Series 2007. Il torneo si è giocato a Lexington negli Stati Uniti dal 23 al 29 luglio 2007 su campi in cemento.

## Vincitori

### Singolare
John Isner ha battuto in finale  Brian Wilson con il punteggio di 6(9)–7, 6–3, 6–4.

### Doppio
Brendan Evans /  Ryan Sweeting hanno battuto in finale  Ross Hutchins /  Phillip Simmonds con il punteggio di 6–4, 6–4.